# 羅森堡花園

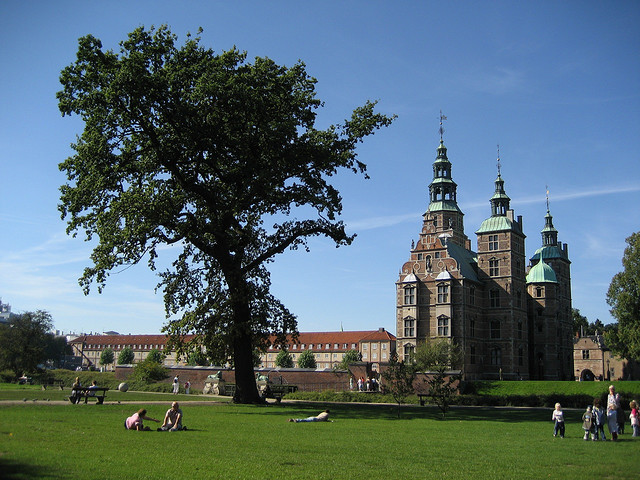

羅森堡花園(Kongens Have)是位於丹麥首都哥本哈根的一座公園。羅森堡花園是哥本哈根歷史最古老的公園，也是哥本哈根參觀者數最多的花園。羅森堡花園成立於17世紀早期，是丹麥國王克里斯蒂安四世的私人花園。花園內還包括了多座歷史建築。